# 普雷德拉格·蒂姆科
普雷德拉格·蒂姆科（羅馬化：Predrag Timko，1949年7月27日—），塞尔维亚男子手球运动员。他曾代表南斯拉夫国家队参加1976年夏季奥林匹克运动会手球比赛，获得第5名。